# Карчевиці
Карчевиці (пол. Karczewice) — село в Польщі, у гміні Кломниці Ченстоховського повіту Сілезького воєводства.
Населення — 486 осіб (2011).
У 1975-1998 роках село належало до Ченстоховського воєводства.

## Демографія
Демографічна структура станом на 31 березня 2011 року:
|          | Загалом | Допрацездатний вік | Працездатний вік | Постпрацездатний вік |
| -------- | ------- | ------------------ | ---------------- | -------------------- |
| Чоловіки | 247     | 43                 | 177              | 27                   |
| Жінки    | 239     | 35                 | 139              | 65                   |
| Разом    | 486     | 78                 | 316              | 92                   |